# Girolamo Mattei
Girolamo Mattei (Roma, 8 febbraio 1547 – Roma, 8 dicembre 1603) è stato un cardinale, nobile e collezionista d'arte italiano. Sebbene non fu mai considerato come un serio candidato al Soglio pontificio, fu tuttavia uno dei cardinali più influenti della Curia di fine Cinquecento, specialmente nell'ambito della politica estera pontificia.

## Origini e famiglia
Girolamo Mattei nacque l'8 febbraio 1547, figlio di Alessandro Mattei ed Emilia Mazzatosta. Era fratello minore di Ciriaco Mattei, marchese di Rocca Sinibalda, e maggiore di Asdrubale Mattei, marchese di Giove. Fu zio dell'omonimo Girolamo Mattei, I duca di Giove, di Luigi Mattei, comandante delle forze fedeli al papa, e degli abati Paolo e Alessandro Mattei.
Discendente della nobile famiglia Mattei, ascesa a una notevole potenza sin dalla fine del Quattrocento in virtù dei suoi cospicui possessi fondiari, visse insieme con i suoi fratelli nel fastoso Palazzo Mattei alle Botteghe Oscure fatto costruire da suo padre.

## Carriera ecclesiastica
Indirizzato fin da giovane alla vita ecclesiastica, Girolamo poté intraprendere una rapida e promettente carriera all'interno della Curia romana grazie alla prosperità della propria famiglia, che gli permise di acquistare, come era consuetudine per le famiglie nobili romane dell'epoca, diverse cariche ecclesiastiche: dal 1560, fu abbreviatore apostolico; dal 1567, protonotario; dal 1572, chierico della Camera apostolica, carica con la quale assunse anche gli uffici di presidente delle Strade e presidente delle Carceri; e infine, dal 1579, auditor camerae.
Il 16 novembre 1586, fu creato cardinale, primo della sua famiglia, da papa Sisto V. Sebbene questa promozione fosse principalmente motivata dal desiderio del pontefice di assegnare a un altro candidato la carica di uditore generale, essa testimoniava anche la stima che nutriva nei confronti del Mattei, come testimoniato i numerosi compiti di rilievo che gli furono affidati negli anni a seguire. Gli fu assegnata la diaconia di Sant'Adriano al Foro, che cambiò dopo pochi mesi con quella di Sant'Agata dei Goti.
Nel 1587 fece parte della commissione per la pubblicazione di una nuova edizione delle decretali, di cui tuttavia non riuscì a produrre l’auspicata revisione. Nel 1588, con l’istituzione del sistema delle congregazioni cardinalizie stabili, entrò a far parte della Congregazione del Concilio, della quale, nel gennaio 1591, divenne prefetto. Nel corso della sua carriera, fece parte di numerose altre congregazioni.

## Ruolo nella politica estera pontificia

### Primi coinvolgimenti
Pur non essendo uno dei cardinali più strettamente legati al pontefice, Girolamo Mattei giocò un ruolo non marginale nell’elaborazione della politica internazionale della Santa Sede, tanto che fu uno dei pochissimi prelati che Sisto V rese partecipe di un trattato antinglese stretto con la Spagna nel 1587. Alla fine dello stesso anno, fu inoltre preso in considerazione per essere inviato come legato pontificio in Polonia allo scopo di favorire la pacificazione dopo la guerra di successione; tuttavia la scelta ricadde alla fine sul cardinale Ippolito Aldobrandini (futuro papa Clemente VIII), che offriva maggiori garanzie di essere bene accetto ai contendenti.

### Questione del trono di Francia
Nel 1589, fece parte di una congregazione speciale, presieduta dal cardinal Giulio Antonio Santori, con il compito di esaminare i provvedimenti da adottare nei confronti del re di Francia Enrico III, che, nel 1588, aveva fatto uccidere Enrico di Guisa e suo fratello, il cardinale Luigi.
Quando, nell'agosto 1589, Enrico III fu assassinato, la guerra tra il partito dell’ugonotto Enrico di Navarra e la Lega cattolica si inasprì. La congregazione, divenuta il centro di elaborazione della politica pontificia verso la Francia, decise di inviare un cardinale legato a sostegno delle forze cattoliche. Il Mattei sembrava essere il candidato più accreditato per tale compito, ma a causa dell'opposizione dell’ambasciatore spagnolo a Roma, Enrique de Guzmán, gli fu preferito il camerlengo Enrico Caetani.
Girolamo continuò comunque a essere coinvolto nelle vicende francesi, e nel marzo del 1590 si pronunciò, insieme con la maggioranza dei cardinali, contro la richiesta spagnola di scomunicare i cattolici francesi schieratisi con Enrico di Navarra.
Nell'autunno 1592, quando Enrico aveva ormai ottenuto una sostanziale vittoria sulle forze cattoliche, il Mattei fece parte della congregazione speciale per gli Affari di Francia, chiamata a gestire la delicata vicenda della riconciliazione del nuovo sovrano francese con la Chiesa cattolica. Il monarca francese aveva a tale scopo inviato in Italia come ambasciatore Jean de Vivonne, marchese di Pisany, ma inizialmente la congregazione cardinalizia lo respinse, rifiutandosi all'unanimità di dare udienza a rappresentanti di un sovrano eretico. Fu solo dopo l’abiura di Enrico IV, avvenuta il 25 luglio 1593, che il papa accettò di ricevere il nuovo ambasciatore francese, Luigi Gonzaga, duca di Nevers, mentre la Curia si divise in una fazione contraria e una favorevole (della quale Girolamo fu una delle figure più importanti); fu la seconda fazione a prevalere e avviare le trattative per un definitivo riconoscimento della legittimità di Enrico IV.

### Questione del Ducato di Ferrara
Nel 1591, quando la questione del trono di Francia non era ancora pienamente risolta, Girolamo Mattei fu chiamato a partecipare a una congregazione speciale, istituita in estate per valutare la concessione al duca di Ferrara, Alfonso II d’Este, anziano e senza eredi diretti, del diritto di disporre per via testamentaria la successione al Ducato, la cui sovranità apparteneva de iure al pontefice.
Si trattava di una questione estremamente delicata per gli equilibri geopolitici italiani, che suscitò divisioni all’interno degli ambienti curiali: se da una parte papa Gregorio XIV sembrava propenso ad accogliere la richiesta del duca di Ferrara, che era imparentato con la famiglia del papa, dall'altra la maggior parte dei cardinali della congregazione, tra cui il Mattei stesso, si opposero duramente, sostenendo che il Ducato dovesse essere pienamente devoluto alla Santa Sede. Di fronte all’opposizione della congregazione, Gregorio XIV rivendicò il proprio diritto di prendere la decisione finale e, nel concistoro del 13 settembre 1591, dichiarò che la concessione ad Alfonso II della facoltà di trasmettere Ferrara era legittima e non pregiudicava i diritti della Santa Sede. Il Mattei prese apertamente posizione contro il pontefice, facendosi portavoce di un diffuso malcontento degli ambienti curiali, che, con l'improvvisa morte del papa nell'ottobre 1591, portò alla revoca del diritto d’investitura concesso all'Este da parte del suo successore, Clemente VIII. Nel febbraio 1592, poche settimane dopo la sua elezione, lo stesso pontefice chiamò Girolamo a far parte della congregazione incaricata di risanare le finanze pontificie.
La questione della devoluzione di Ferrara si ripresentò nuovamente alla fine del 1597, quando, alla morte del duca Alfonso II, suo cugino Cesare d’Este tentò di rivendicare il titolo ducale. Deciso a ottenere la devoluzione del Ducato, Clemente VIII stabilì di allestire un esercito e nominò il Mattei membro di una congregazione speciale, incaricata di reperire i fondi necessari a finanziare un’invasione militare. Girolamo si impegnò a trovare i finanziamenti necessari purché non venissero impiegati a fini militari i denari del tesoro di Castel Sant’Angelo, vincolati alle estreme necessità della Chiesa.

## Influenza nella Curia romana
Nella sua lunga carriera curiale e cardinalizia, Girolamo Mattei si dimostrò un abile mediatore nelle dispute interne degli ambienti romani. Pur essendo uno dei cardinali più autorevoli della Curia, non fu mai ascrivibile ad alcuna delle maggiori fazioni cardinalizie, qualificandosi soprattutto come difensore dei diritti e degli interessi della Curia e del sacro collegio di fronte al papato.
Esercitò la propria influenza soprattutto durante i periodi di instabilità che caratterizzarono i brevi pontificati di Urbano VII, Gregorio XIV e Innocenzo IX e le successive sedi vacanti. Anche in queste delicata fasi, il Mattei svolse un ruolo politico non trascurabile, non tanto nei conclavi, nei quali assunse una posizione defilata, quanto piuttosto come membro di importanti organismi curiali.

## Altre attività

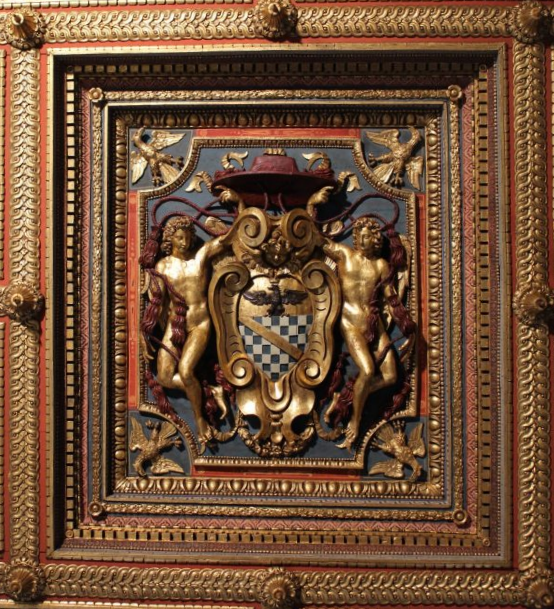
Stemma del cardinale Mattei sul soffitto del salone del palazzo di famiglia

Oltre a svolgere un importante ruolo nella congregazione del Concilio, durante il pontificato clementino il Mattei si produsse sul terreno culturale e religioso legandosi all’ambiente degli oratoriani ed entrando in rapporti abbastanza stretti con Federico Borromeo. Il suo ethos controriformistico lo portò a interessarsi alla tematica della preparazione del clero e a fondare, intorno al 1603, il collegio Mattei, un'istituzione finalizzata alla preparazione dei sacerdoti che operò fino alla metà del Settecento. Significativa fu pure la sua attività di protettore dell’Ordine francescano e in particolare del convento dell’Aracoeli, nella cui adiacente basilica i Mattei avevano fatto erigere la cappella di famiglia.
Di non grande rilievo fu invece il mecenatismo artistico, così come il suo collezionismo, specialmente se paragonati a quelli dei suoi fratelli Ciriaco e Asdrubale. Vanno tuttavia ricordati i cospicui lavori di ammodernamento del palazzo avito da lui commissionati, in particolare nel piano nobile, che fu adeguato all’elevato status raggiunto dalla famiglia Mattei; in particolare, il salone fu trasformato in un vero e proprio ambiente di rappresentanza per il cardinale e abbellito con una serie di affreschi realizzati da Paul Bril e dalla scuola di Cristoforo Roncalli.

## Ultimi anni

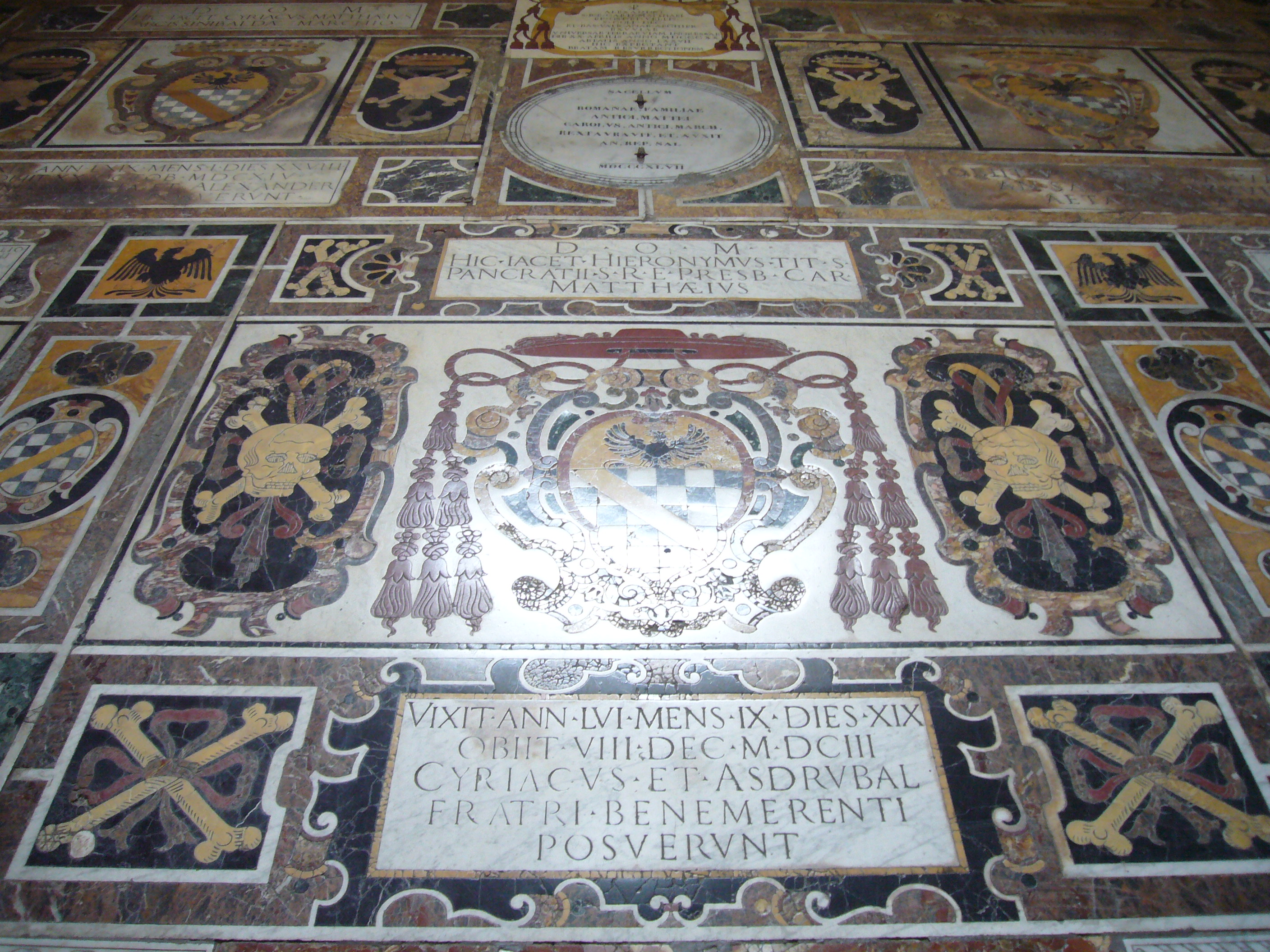
Tomba del cardinale Mattei nella Basilica di Santa Maria in Aracoeli a Roma

Nel 1600, Girolamo istituì una primogenitura familiare a favore dei fratelli Ciriaco e Asdrubale, dando così il suo contributo al consolidamento della casata, che proprio in quegli anni ascendeva alle fasce più alte dell’aristocrazia romana grazie all’acquisto dei feudi di Giove e Rocca Sinibalda.
Tra il 1601 e il 1602, insieme ai suoi fratelli, offrì ospitalità e protezione nel palazzo di famiglia al Caravaggio, che si trovava in quegli anni a Roma. La religiosità austera del Mattei ha spinto gli studiosi a interrogarsi sul significato da attribuire alla permanenza di Michelangelo Merisi presso di lui. In assenza di evidenze documentarie probanti, il rapporto tra i due rimane misterioso, ma è possibile ipotizzare che Girolamo, pur non avendo grande sintonia con l’artista e pur non assegnandogli committenze rilevanti, abbia apprezzato l’attenzione per gli umili che caratterizzava la produzione caravaggesca e che poteva in qualche modo avvicinarsi alla spiritualità oratoriana.
Girolamo Mattei morì a Roma l’8 dicembre 1603 e fu sepolto nella cappella di famiglia nella basilica dell’Aracoeli.

## Conclavi
In qualità di cardinale, Girolamo Mattei prese parte ai seguenti conclavi:
- Conclave del settembre 1590, nel quale fu eletto papa Urbano VII.
- Conclave dell'ottobre-dicembre 1590, nel quale fu eletto papa Gregorio XIV.
- Conclave del 1591, nel quale fu eletto papa Innocenzo IX.
- Conclave del 1592, nel quale fu eletto papa Clemente VIII

## Ascendenza
|                   |                     |                         | Genitori                                  |  |  | Nonni |  |  | Bisnonni    |  |  | Trisnonni         |  |
|                   |                     |                         |                                           |  |  |       |  |  | Saba Mattei |  |  | Ludovico I Mattei |  |
|                   |                     |                         |                                           |  |  |       |  |  | Saba Mattei |  |  | Ludovico I Mattei |  |
|                   |                     | Giovanna Capodiferro    |                                           |  |  |       |  |  | Saba Mattei |  |  |                   |  |
| Ciriaco Mattei    |                     |                         |                                           |  |  |       |  |  | Saba Mattei |  |  |                   |  |
|                   |                     | Caterina Tuttavilla     | Guillaume d'Estouteville                  |  |  |       |  |  |             |  |  |                   |  |
|                   |                     | Caterina Tuttavilla     | Guillaume d'Estouteville                  |  |  |       |  |  |             |  |  |                   |  |
|                   |                     | Caterina Tuttavilla     | Girolama Tosti                            |  |  |       |  |  |             |  |  |                   |  |
| Alessandro Mattei |                     | Caterina Tuttavilla     |                                           |  |  |       |  |  |             |  |  |                   |  |
|                   |                     | Pietro Giovanni Matuzzi | Giovanni Matuzzi                          |  |  |       |  |  |             |  |  |                   |  |
|                   |                     | Pietro Giovanni Matuzzi | Giovanni Matuzzi                          |  |  |       |  |  |             |  |  |                   |  |
|                   |                     | Pietro Giovanni Matuzzi | …                                         |  |  |       |  |  |             |  |  |                   |  |
| Giulia Matuzzi    |                     | Pietro Giovanni Matuzzi |                                           |  |  |       |  |  |             |  |  |                   |  |
|                   |                     | Isabella Borgia         | Papa Alessandro VI                        |  |  |       |  |  |             |  |  |                   |  |
|                   |                     | Isabella Borgia         | Papa Alessandro VI                        |  |  |       |  |  |             |  |  |                   |  |
|                   |                     | Isabella Borgia         | …                                         |  |  |       |  |  |             |  |  |                   |  |
| Girolamo Mattei   |                     | Isabella Borgia         |                                           |  |  |       |  |  |             |  |  |                   |  |
|                   | Riccardo Mazzatosta | Paolo Mazzatosta        |                                           |  |  |       |  |  |             |  |  |                   |  |
|                   | Riccardo Mazzatosta | Paolo Mazzatosta        |                                           |  |  |       |  |  |             |  |  |                   |  |
|                   | Riccardo Mazzatosta | …                       |                                           |  |  |       |  |  |             |  |  |                   |  |
| Tuccio Mazzatosta | Riccardo Mazzatosta |                         |                                           |  |  |       |  |  |             |  |  |                   |  |
|                   |                     | Vittoria Massimo        | …                                         |  |  |       |  |  |             |  |  |                   |  |
|                   |                     | Vittoria Massimo        | …                                         |  |  |       |  |  |             |  |  |                   |  |
|                   |                     | Vittoria Massimo        | …                                         |  |  |       |  |  |             |  |  |                   |  |
| Emilia Mazzatosta |                     | Vittoria Massimo        |                                           |  |  |       |  |  |             |  |  |                   |  |
|                   |                     | Orsino Fausto Orsini    | Matteo Orsini                             |  |  |       |  |  |             |  |  |                   |  |
|                   |                     | Orsino Fausto Orsini    | Matteo Orsini                             |  |  |       |  |  |             |  |  |                   |  |
|                   |                     | Orsino Fausto Orsini    | …                                         |  |  |       |  |  |             |  |  |                   |  |
| Claudia Orsini    |                     | Orsino Fausto Orsini    |                                           |  |  |       |  |  |             |  |  |                   |  |
|                   |                     | Lavinia Cantelmo        | Giovanni Cantelmo                         |  |  |       |  |  |             |  |  |                   |  |
|                   |                     | Lavinia Cantelmo        | Giovanni Cantelmo                         |  |  |       |  |  |             |  |  |                   |  |
|                   |                     | Lavinia Cantelmo        | Giovannella Gaetani dell'Aquila d'Aragona |  |  |       |  |  |             |  |  |                   |  |
|                   |                     | Lavinia Cantelmo        |                                           |  |  |       |  |  |             |  |  |                   |  |